# Constitution du 22 frimaire an VIII
 (novembre 2022).
Lire en ligne

Consulter

Constitution du 5 fructidor an III (Directoire) Constitution de l'an X
La Constitution du 22 frimaire an VIII est le texte constitutionnel adopté le 13 décembre 1799 et instaurant le Consulat dans le cadre de la Première République. Elle consacre le désir d'ordre de la bourgeoisie et celui de pouvoir personnel de Napoléon Bonaparte.

## Adoption
Bonaparte, après le refus du Conseil des Cinq-Cents de réviser la Constitution de l'An III, fait le coup d'État du 18 brumaire an VIII et prend le pouvoir avec Sieyès et Roger Ducos, établissant un consulat provisoire.
Il élabore avec Sieyès une nouvelle Constitution destinée à assurer un pouvoir exécutif fort et concentré dans les mains de Bonaparte.
Les assemblées ont désigné chacune une commission pour les affaires judiciaires courantes et pour la préparation d'une nouvelle constitution. De nombreuses séances ont lieu en novembre et début décembre, Bonaparte intervient pour accélérer les choses.
La constitution de l'An VIII est rédigée en 11 jours par Daunou, qui appartient à la société des idéologues (des républicains libéraux hostiles au jacobinisme). Elle est adoptée le 13 décembre 1799 et présentée au public deux jours plus tard. Elle entre en vigueur dès le 22 décembre 1799, sous le sceau de l'urgence, avant même d'être ratifiée par un plébiscite qui se déroule pendant 15 jours, et dont les résultats officiels sont rendus publics le 7 février 1800. Officiellement, le texte fondamental aurait été approuvé par 3 011 107 citoyens contre 1 562, sur environ 6 millions d'inscrits sur les listes électorales. Mais l'historien Claude Langlois démontre en 1972 que les résultats du plébiscite ont été massivement falsifiés par Lucien Bonaparte, frère du Premier Consul, en doublant le nombre de oui pour masquer l'abstention,.
Cette Constitution n'en est pas moins promulguée le 28 février 1800.

## Nouvel ordre constitutionnel
La constitution de l'An VIII marque une rupture avec les constitutions précédentes. Elle permet à Napoléon d'exercer un pouvoir personnel en maintenant une illusion de démocratie. C'est un texte avant tout technique qui définit principalement les pouvoirs du Premier Consul.
Ainsi comme le souhaite Sieyes, « l'autorité vient d'en haut et la confiance d'en bas ».

### Une démocratie de façade

#### L'absence de déclaration des droits
Contrairement aux Constitutions républicaines précédentes, on ne trouve pas de déclaration des droits et des libertés. Cependant certains droits sont affirmés dans les dispositions générales, comme l'inviolabilité du domicile pour rassurer la bourgeoisie, la sûreté des personnes et le droit de pétition.

#### Le système électoral
Le suffrage universel masculin est instauré mais le système électoral ne permet pas l'expression des citoyens.
En effet, les élections sont supprimées, les citoyens n'élisent pas de représentants mais se bornent à présenter des listes de notabilités. Ce sont des listes de candidats à partir desquelles les membres des Assemblées, les consuls et les fonctionnaires seront nommés ou élus par le Gouvernement ou par le Sénat.
Le suffrage universel est à trois degrés.
1. Les électeurs de chaque canton désignent 1/10e d'entre eux pour constituer la liste d'arrondissement. Cette liste permet de choisir les fonctionnaires de l'arrondissement. Ces membres désignent encore 1/10e d'entre eux pour constituer la liste départementale.
2. La liste départementale permet de choisir les fonctionnaires du département. Ces membres désignent encore 1/10e d'entre eux pour constituer la liste nationale.
3. La liste nationale permet de choisir les fonctionnaires nationaux dont les membres du Corps législatif et du Tribunat.

De plus, la durée de séjour exigée d'un étranger pour prétendre à la citoyenneté française s'accroît : ce ne sont plus sept ans mais dix ans, soit deux fois plus que le délai prévu par la Constituante (1791).

### La réalité du pouvoir personnel
La constitution apparaît comme taillée pour Bonaparte, qui est, fait rarissime, désigné explicitement par la Constitution comme Premier Consul. Il y a toujours trois consuls mais contrairement au Directoire, les deux autres n'ont plus qu'un pouvoir consultatif. La désignation de cinq citoyens nommés (Bonaparte, Cambacérès, Lebrun, Sieyès et Roger-Ducos) limite de fait l'applicabilité du texte à l'espérance de vie des intéressés.
Les pouvoirs du Premier Consul sont considérables. Il nomme aux principales fonctions publiques et il a un certain pouvoir d'initiative en matière législative. De même, il se retrouve doté de pouvoirs importants pour la diplomatie et en matière militaire.

## Les organes constitutionnels
L'exécutif marginalisé pendant la Révolution détient désormais la réalité du pouvoir, aidé en cela par le rôle du Conseil d'État. Le législatif est affaibli par sa division entre trois Assemblées : le Sénat conservateur, le Tribunat et le Corps législatif.

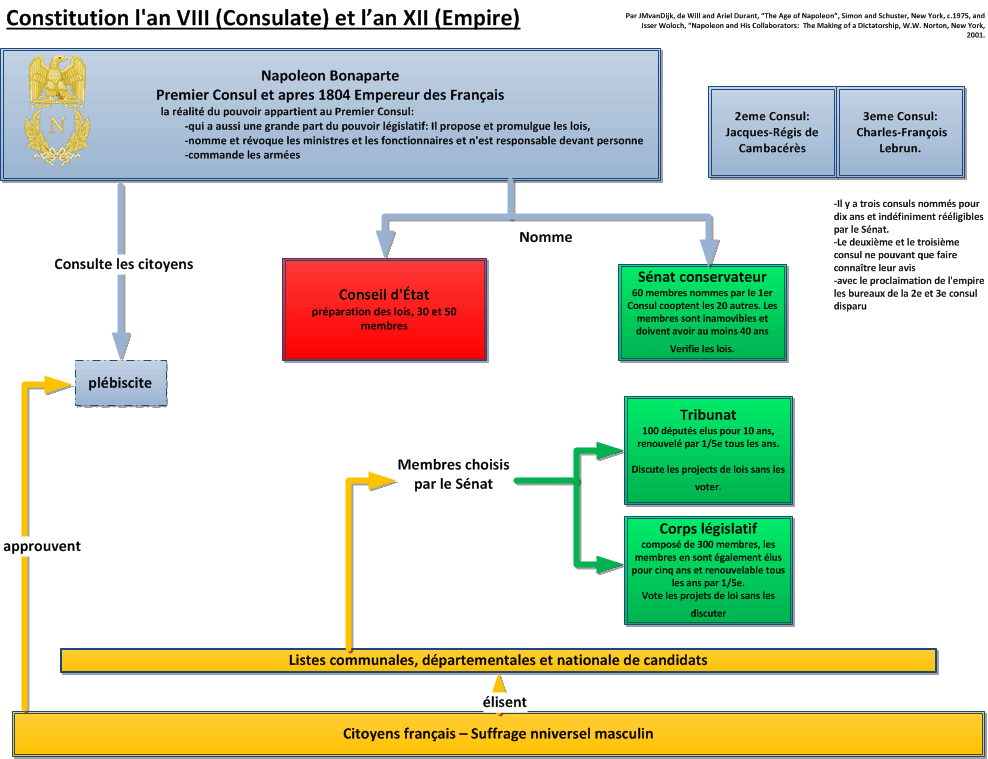
Constitution an VIII et de l'Empire français.

### Un exécutif puissant

#### Gouvernement par trois consuls
Il y a trois consuls nommés pour dix ans et indéfiniment rééligibles par le Sénat. Le deuxième et le troisième consul ne pouvant que faire connaître leur avis, la réalité du pouvoir appartient au Premier Consul qui a aussi une grande part du pouvoir législatif. Il propose et promulgue les lois, nomme et révoque les ministres et les fonctionnaires et n'est responsable devant personne.
Les trois premiers consuls désignés par la Constitution de l'an VIII sont Napoléon Bonaparte, Jean-Jacques-Régis de Cambacérès, Charles-François Lebrun.

#### Conseil d'État
Le Conseil d'État est le conseiller juridique du gouvernement. C'est une assemblée purement technique avec entre 30 et 50 membres nommés par le Premier Consul à partir de la liste nationale.
Il est consulté par le Premier Consul pour tous les projets de loi et de règlement, car sa principale fonction est la préparation des lois. Il doit également défendre ces projets devant le Corps législatif. Celui-ci a également pour but de régler les litiges s'élevant "en matière administrative", en se restreignant néanmoins à proposer une solution au chef de l'Etat qui, dans un tel système de justice retenue, prend la décision.

### Un pouvoir législatif morcelé
Le morcellement a pour but d'affaiblir le pouvoir législatif. Ses compétences sont réduites. Aucune des assemblées ne détient l'initiative des lois.

#### Le Tribunat
Le Tribunat est composé de 100 députés élus pour cinq ans, renouvelé par 1/5e tous les ans. Il est chargé de discuter des projets de loi et de donner son avis sans pouvoir voter.
Mais le pouvoir du tribunat est à relativiser car son avis n'a pas d'incidence sur les projets de lois du gouvernement ; il ne peut en aucun cas bloquer le projet de lois en émettant un avis.

#### Le Corps législatif
Le Corps législatif, composé de 300 membres, vote les projets de loi sans les discuter. Les membres en sont également élus pour cinq ans et renouvelable tous les ans par 1/5e.

#### Le Sénat conservateur

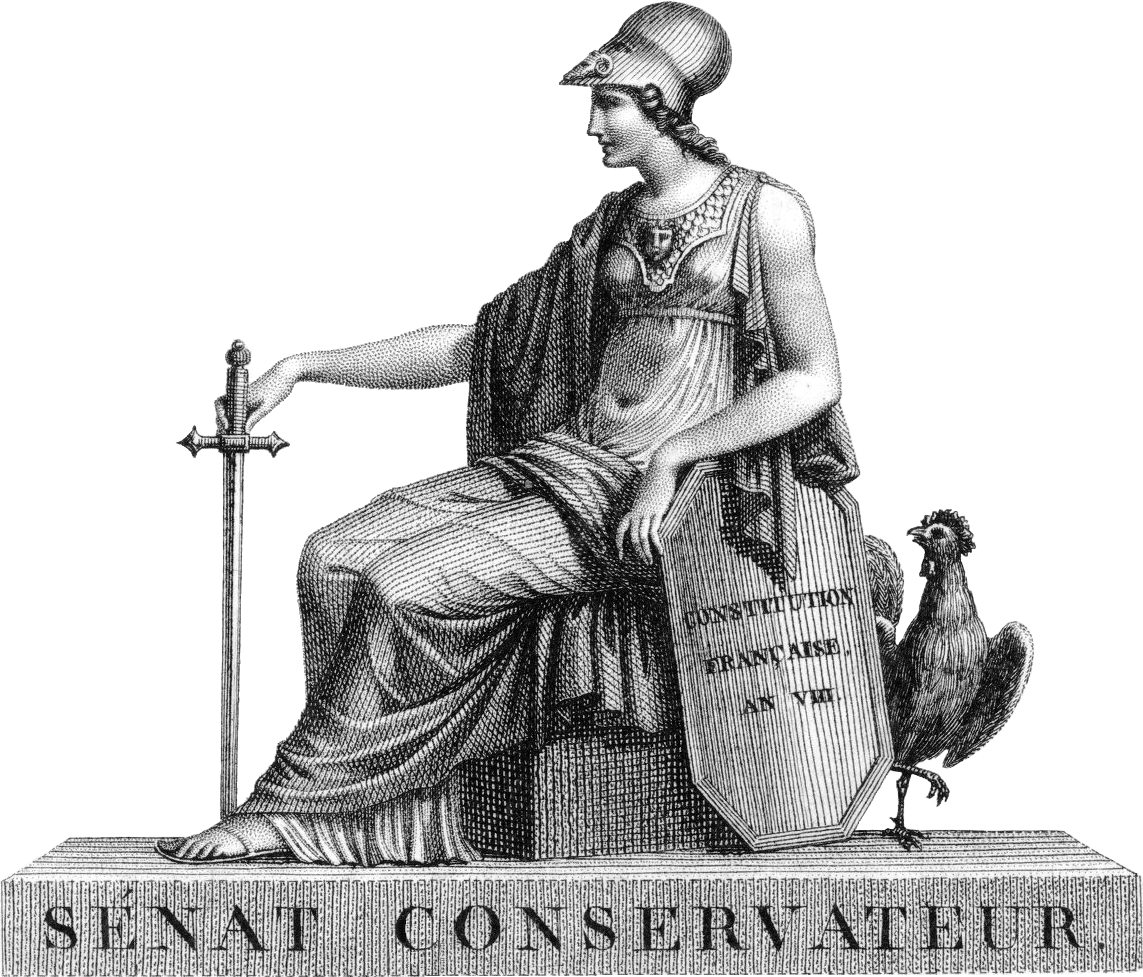

Le Sénat n'est pas au départ un organe législatif. En effet, il est chargé de maintenir la constitution en annulant les actes administratifs anticonstitutionnels.
Il doit élire les membres du Corps législatif et du Tribunat à partir de la liste nationale, les juges de cassation et les commissaires à la comptabilité.
Il est composé de 80 membres. Les 60 premiers nommés par Bonaparte cooptent les 20 autres. Les membres sont inamovibles et doivent avoir au moins 40 ans.
Il est composé au départ de membres cooptés, ensuite nommés sur propositions des assemblées.
Cette « assemblée des sages » va progressivement rédiger des textes législatifs, les sénatus-consultes.
Par ailleurs, le Sénat dispose d'un pouvoir constituant sanctionnateur (il vérifie la conformité des lois à la Constitution) et déterminateur (pouvoir de révision).

## Consulat à vie et fin du Régime
Bonaparte instaure le Consulat à vie avec la Constitution du 16 thermidor An X qui renforce ses pouvoirs.